# خون‌مردگی
کبودی (انگلیسی: bruise) یا کوفتگی (انگلیسی: contusion) نوعی از هماتوم بافت است که در آن مویرگ‌ها و گاهی سیاهرگ‌چه‌ها در اثر تروما آسیب دیده، و به تراوش، خونریزی، یا نشت خون در اطراف بافت‌های بینابینی منجر می‌شود. کبودی‌هایی که در اثر فشار ایجاد نشده‌اند، می‌توانند ناشی از آسیب دیدگی مویرگ‌ها سطح پوست، بافت زیرجلدی، ماهیچه، یا استخوان باشد.
تغییر رنگ و کبودشدگی پوست در اثر خروج یا نشت خون در بافت زیرپوستی را خون‌مُردگی، کبودی یا اکیموز (به انگلیسی: Ecchymosis) می‌گویند.
معمولاً وجود اختلالات و نارسایی‌های انعقاد خون (هموستاز) به صورت خون‌ریزی زیرپوستی و کبودشدگی مخاطی بروز می‌یابد به خصوص اگر دلیل اختلال انعقاد خون کاهش تعداد پلاکتهای خون (ترومبوسیتوپنی) یا عدم عملکرد صحیح پلاکت‌ها باشد. این لکه‌های خونریزی زیرپوستی (وگاه زیر مخاطی) که با فشار موضعی از بین نمی‌روند بر اساس اندازه به نام‌های پتشی، پورپورا و اکیموز نام گذاری می‌شوند. لکه‌های بیش از یک سانتی‌متر قطر را خون‌مردگی می‌نامند. معمولاً در اکیموز لکه‌ها قرمز تا صورتی رنگ هستند.
خون‌مردگی چون ممکن است علامت یک بیماری زمینه‌ای مهم باشند نیاز به بررسی دقیق‌تری دارد.

## بیماری‌زایی
علل خون‌مردگی بسیار متنوع است ولی معمولاً علت اصلی آسیب و پارگی عروقی یا اختلال انعقاد خون است. در پیری، پورپورای ترومبوسیتوپنیک، تروما، الکلیسم مزمن، مصرف داروهای ضدانعقاد خون، برخی داروهای مدرو آنتی‌بیوتیکها، برخی بدخیمی‌ها مانند لوسمی، برخی عفونتها مانند مننگوکوک، اختلالات خودایمنی، و … اکیموز دیده می‌شود.
در اختلالات پلاکتی معمولاً زمان سیلان خون (BT) در آزمایش افزایش یاقته است و خونریزی اصطلاحاً دیر بند می‌آید.
درمان خون‌مردگی با درمان اختلال انعقاد خون و بیماری زمینه است. اگر مشکل زمینه‌ای وجود نداشته باشد این لکه‌ها به خودی خود بهبود می‌یابند.